# عثمان بن عنبسة
عُثَمان بن عنبسة بن أبي سفيان بن حرب الأموي القرشي (30 هـ - 66 هـ / 650م - 685م) من أمراء الدولة الأموية، لما توفي الخليفة معاوية الثاني بن يزيد أراد بنو أمية مبايعته بالخلافة فقال على أن لا أُحارب أحداً، فقالوا: لا ، وكان خاله عبد الله بن الزبير قد بويع بالخلافة في مكة وعظم أمره، فقال عثمان بن عنبسة: فانا ذاهب إلى خالي عبد الله في مكة لألحق به، فقال له مروان بن الحكم الأموي: هذه ساعة أعمامٍ لا ساعة أخوال ! ، وخرج عثمان بن عنبسة من دمشق إلى مكة، ولكن ابن الزبير جفاه لأنه من بني أمية، فبقي في مكة قليلاً ثم توفي، ونقله ابنه إلى الطائف فدفن بجوار أبيه عنبسة بن أبي سفيان. وكانت أمه زينب بنت الزبير بن العوام.